# محمد عواد
محمد عواد‎ (عربی: محمد عواد؛ زادهٔ ۶ ژوئیهٔ ۱۹۹۲) بازیکن فوتبال اهل مصر و در باشگاه فوتبال الزمالک مصر بازی می کند 
از باشگاه‌هایی که در آن بازی کرده است می‌توان به زمالک اشاره کرد
وی همچنین در تیم ملی فوتبال مصر بازی کرده‌است.